# Mistrzostwa Azji w Zapasach 2015
Mistrzostwa Azji w zapasach w 2015 roku rozegrano w hali Aspire Dome w katarskiej stolicy Dausze,  w dniach 4-10 maja.

## Tabela medalowa
|     | Państwo          |    |    |    | Razem: |
| --- | ---------------- | -- | -- | -- | ------ |
| 1.  | Iran             | 7  | 3  | 3  | 13     |
| 2.  | Japonia          | 4  | 5  | 9  | 18     |
| 3.  | Chiny            | 4  | 3  | 5  | 12     |
| 4.  | Uzbekistan       | 3  | 0  | 6  | 9      |
| 5.  | Kazachstan       | 2  | 2  | 8  | 12     |
| 6.  | Korea Południowa | 2  | 0  | 2  | 4      |
| 7.  | Kirgistan        | 1  | 6  | 1  | 8      |
| 8.  | Mongolia         | 1  | 1  | 5  | 7      |
| 9.  | Korea Północna   | 0  | 3  | 1  | 4      |
| 10. | Indie            | 0  | 1  | 4  | 5      |
| 11. | Tadżykistan      | 0  | 0  | 2  | 2      |
| 12. | Chińskie Tajpej  | 0  | 0  | 1  | 1      |
|     | Razem:           | 24 | 24 | 47 | 95     |

## Wyniki mężczyźni

### styl klasyczny
| Waga   | Złoto:                  | Srebro:            | Brąz:                |
| 59 kg  | Yelmurat Tasmuradov     | Yun Won-chol       | Arsen Eralijew       |
| 59 kg  | Yelmurat Tasmuradov     | Yun Won-chol       | Shinobu Ōta          |
| 66 kg  | Ryu Han-su              | Mohammadali Garaji | Demeu Żadyrajew      |
| 66 kg  | Ryu Han-su              | Mohammadali Garaji | Zheng Pan            |
| 71 kg  | Ramin Taherisartang     | Rusłan Cariow      | Zhang Ridong         |
| 71 kg  | Ramin Taherisartang     | Rusłan Cariow      | Nurbek Xolmuhammatov |
| 75 kg  | Kim Hyeon-woo           | Atabek Azisbekow   | Pajam Bujeri         |
| 75 kg  | Kim Hyeon-woo           | Atabek Azisbekow   | Dilshodjon Turdiyev  |
| 80 kg  | Jusef Ghaderijan        | Aishan Aisha       | Żasułan Koszanow     |
| 80 kg  | Jusef Ghaderijan        | Aishan Aisha       | Jonibek Otabekov     |
| 85 kg  | Rustam Assakałow        | Nursułtan Tursynow | Taichi Oka           |
| 85 kg  | Rustam Assakałow        | Nursułtan Tursynow | Park Jin-sung        |
| 98 kg  | Mahdi Alijari Fejzabadi | Xiao Di            | Norikatsu Saikawa    |
| 98 kg  | Mahdi Alijari Fejzabadi | Xiao Di            | Margułan Äsembekow   |
| 130 kg | Nurmachan Tinalijew     | Meng Qiang         | Muroddżon Tujczijew  |
| 130 kg | Nurmachan Tinalijew     | Meng Qiang         | Baszir Babadżanzade  |

### styl wolny
| Waga   | Złoto:                       | Srebro:               | Brąz:                     |
| 57 kg  | Erdenbatyn Bechbajar         | Samat Nadyrbek uułu   | Junes Sarmasti            |
| 57 kg  | Erdenbatyn Bechbajar         | Samat Nadyrbek uułu   | Fumitaka Morishita        |
| 61 kg  | Däulet Nijazbekow            | Behnam Ehsanpur       | Masakazu Kamoi            |
| 61 kg  | Däulet Nijazbekow            | Behnam Ehsanpur       | Batboldyn Nomin           |
| 65 kg  | Masud Esma’ilpur             | Tomotsugu Ishida      | Ruslan Pliyev             |
| 65 kg  | Masud Esma’ilpur             | Tomotsugu Ishida      | Gandzorigijn Mandachnaran |
| 70 kg  | Bekzod Abdurahmonov          | Ełaman Dogdurbek uułu | Takafumi Kojima           |
| 70 kg  | Bekzod Abdurahmonov          | Ełaman Dogdurbek uułu | Gantulgyn Iderchüü        |
| 74 kg  | Pejman Jarahmadi             | Daisuke Shimada       | Narsingh Pancham Yadav    |
| 74 kg  | Pejman Jarahmadi             | Daisuke Shimada       | Rashid Qurbonov           |
| 86 kg  | Alireza Karimi               | Atsushi Matsumoto     | Pürweegijn Ösöchbaatar    |
| 86 kg  | Alireza Karimi               | Atsushi Matsumoto     | Umidjon Ismanov           |
| 97 kg  | Mohammad Hosejn Mohammadijan | Magomied Musajew      | Kim Jae-gang              |
| 97 kg  | Mohammad Hosejn Mohammadijan | Magomied Musajew      | Takeshi Yamaguchi         |
| 125 kg | Ajaał Łazariew               | Komejl Ghasemi        | Deng Zhiwei               |
| 125 kg | Ajaał Łazariew               | Komejl Ghasemi        | Farhod Anakulow           |

## Wyniki kobiety

### styl wolny
| Waga  | Złoto:        | Srebro:              | Brąz:                 |
| 48 kg | Yuki Irie     | Vinesh Phogat        | Tatjana Amanzhol      |
| 48 kg | Yuki Irie     | Vinesh Phogat        | Kim Hyon-gyong        |
| 53 kg | Zhong Xuechun | Pak Yong-mi          | Żułdyz Eszymowa       |
| 53 kg | Zhong Xuechun | Pak Yong-mi          | Nanami Irie           |
| 55 kg | Anri Kimura   | Han Kum-ok           | Lalita Sehrawat       |
| 55 kg | Anri Kimura   | Han Kum-ok           | Li Hui                |
| 58 kg | Kaori Ichō    | Ajsułuu Tynybekowa   | Ajym Äbdyldina        |
| 58 kg | Kaori Ichō    | Ajsułuu Tynybekowa   | Geeta Phogat          |
| 60 kg | Luo Xiaojuan  | Yoshimi Kayama       | Sakshi Malik          |
| 60 kg | Luo Xiaojuan  | Yoshimi Kayama       | ----                  |
| 63 kg | Xi Luozhuoma  | Kanako Murata        | Enchbajaryn Cewegmid  |
| 63 kg | Xi Luozhuoma  | Kanako Murata        | Jekatierina Łarionowa |
| 69 kg | Zhou Feng     | Elmira Syzdykowa     | Chen Wen-ling         |
| 69 kg | Zhou Feng     | Elmira Syzdykowa     | Kayoko Kudō           |
| 75 kg | Hiroe Suzuki  | Badrachyn Odonczimeg | Gulmarał Jerkiebajewa |
| 75 kg | Hiroe Suzuki  | Badrachyn Odonczimeg | Zhou Qian             |